# Munizipalität Bordschomi
Die Munizipalität Bordschomi (georgisch ბორჯომის მუნიციპალიტეტი, Bordschomis munizipaliteti)  ist eine Verwaltungseinheit (etwa entsprechend einem Landkreis) in der Region Samzche-Dschawachetien im Zentralteil Georgiens.

## Geographie
Verwaltungszentrum der Munizipalität ist die namensgebende Kleinstadt Bordschomi. Die 1189 km² große Munizipalität grenzt von Südwesten bis Südosten an die ebenfalls zur Region Samzche-Dschawachetien gehörenden Munizipalitäten Achalziche, Aspindsa und Achalkalaki, im Osten an die Munizipalität Zalka in der Region Niederkartlien, von Norden bis Nordosten an die Munizipalitäten Chaschuri, Kareli und Gori in der Region Innerkartlien sowie im Nordwesten an die Munizipalität Munizipalität Charagauli in der Region Imeretien.
Die Munizipalität erstreckt sich überwiegend in den Tälern der Kura, ihres rechten Nebenflusses Gudscharetiszqali sowie von deren Zuflüssen. Im Nordwesten erhebt sich der östlichste Teil des Meschetischen Gebirges, das im äußersten Westen des Gebietes mit dem Megruki eine Höhe von 2475 m über dem Meeresspiegel erreicht und in nordöstlicher Richtung allmählich abfällt. Entlang der südwestlichen Grenze und durch den Südosten verläuft der Hauptkamm des Trialeti-Gebirges mit seinem höchsten Gipfel Schawiklde (2850 m); der Nebenkamm, der die nordöstliche Grenze der Munizipalität zu Innerkartlien markiert, erreicht gut 2300 m über dem Meeresspiegel. Der äußerste Südosten des Gebietes liegt jenseits des Trialeti-Hauptkammes am Oberlauf der Kzia, die weiter unterhalb zum Chrami wird und in südöstlicher Richtung abfließt. In diesem Bereich liegt auch in knapp 2000 m Höhe der abflusslose Tabazkuri-See. 
Im Nordwesten der Munizipalität erstreckt sich ein Teil des Nationalparks Bordschomi-Charagauli, im Südosten ein großer Teil des Kzia-Tabazkuri-Naturreservates.

## Bevölkerung und Verwaltungsgliederung
Die Munizipalität hat 25.000 Einwohner (Stand: 2021). Die Einwohnerzahl war mit 25.214 Einwohnern (2014) gegenüber der vorangegangenen Volkszählung (32.422 Einwohner 2002) um über ein Fünftel gesunken, womit sich der seit den 1990er-Jahren anhaltende Trend fortsetzte. Zuvor war sie seit den 1930er-Jahren fast ständig leicht gestiegen.
Bevölkerungsentwicklung
Anmerkung: Volkszählungsdaten

Die Munizipalität ist mit 87,21 % überwiegend von Georgiern bewohnt. 8,63 % der Bevölkerung sind Armenier, 1,34 % Osseten, 1,16 % Griechen und 1,10 % Russen (Stand 2014).
Die größten Ortschaften neben der Stadt Bordschomi (10.546 Einwohner) sind die Minderstädte (georgisch daba, დაბა) Bakuriani (1.879 Einwohner), Achaldaba (1.586 Einwohner) und Zaghweri (799 Einwohner) sowie das Dorf Qwibissi (1.527 Einwohner, alles 2014).
Die Munizipalität gliedert sich in die eigenständigen Orte Bordschomi (Stadt) und Achaldaba (Minderstadt) sowie elf Gemeinden (für die weiteren Minderstädte als „Territorialorgan“ bezeichnet, georgisch teritoriuli organo, ტერიტორიული ორგანო, für die Dörfer georgisch temi, თემი beziehungsweise bei nur einer Ortschaft einfach „Dorf“, georgisch sopeli, სოფელი) mit insgesamt 42 Ortschaften, davon eine Gemeinde und acht Ortschaften ohne ständige Einwohner:
| Gemeinde       | Anzahl Ortschaften | Einwohner (2014) |
| -------------- | ------------------ | ---------------- |
| Bakuriani 1    | 6 2                | 2348             |
| Balanta        | 2                  | 410              |
| Dwiri          | 4                  | 2062             |
| Gudschareti    | 4 3                | –                |
| Gwerdissubani  | 5 4                | 4                |
| Qwibissi       | 6                  | 2944             |
| Tabazquri      | 2                  | 775              |
| Tadsrissi      | 3                  | 1719             |
| Tba            | 5                  | 840              |
| Zaghweri 5     | 4                  | 1574             |
| Zichisdschwari | 1                  | 406              |

## Geschichte
Das Gebiet der Munizipalität entsprach im Mittelalter etwa dem Territorium der Provinz Tori des Königreiches Georgien. Nach dessen Zerfall im 16. Jahrhundert lag es zunächst im Einflussbereich des unabhängigen staatlichen Gebildes Samzche-Saatabago (Meschetien). Dieses wurde bald vom Osmanischen Reich annektiert, wobei das frühere Tori im Grenzbereich zum georgischen Königreich Kartlien beziehungsweise später Kartlien-Kachetien lag und in dieser Periode weitgehend entvölkert wurde. Nach der Angliederung dieses Teils Georgiens an das Russische Reich infolge des Russisch-Türkischen Krieges von 1828/29 kam es Mitte des 19. Jahrhunderts zum Gouvernement Tiflis und gehörte bis in die Anfangsjahre der Sowjetunion zu dessen Ujesd Gori.
1930 wurde der eigenständige Rajon Bordschomi ausgegliedert. Von 1963 bis 1966 war der Rajon zwischenzeitlich aufgelöst und sein Territorium dem nördlich benachbarten Rajon Chaschuri zugeordnet. Nach der Erlangung der Unabhängigkeit Georgiens wurde der Rajon 1995 der neu entstandenen Region Samzche-Dschawachetien zugeordnet und 2006 in eine Munizipalität umgebildet.

## Verkehr
Durch das Tal der Kura und den Verwaltungssitz Bordschomi verläuft die internationale Fernstraße S8 (ს8), die in Chaschuri von der S1 (ს1) abzweigt und weiter über Achalziche zur türkischen Grenze führt. In Bordschomi zweigt die Nationalstraße Sch20 (შ20) ab, die durch Zaghweri und den Kurort Bakuriani führt und in ihrem weiteren Verlauf nach Achalkalaki den Kamm des Trialeti-Gebirges mit dem 2454 m hohen Zchrazqaro-Pass überwindet.
Der S8 folgt durch das Kura-Tal die Bahnstrecke Chaschuri–Wale über Bordschomi und Achalziche. Die Kurorte Bordschomi und Bakuriani sind durch die 1902 eröffnete Schmalspurbahn Bordschomi–Bakuriani verbunden.